# David Weininger
David Weininger (1952–2016) foi um Quimioinformata americano. Ele foi mais notável por inventar as notações em linha químicas para estruturas (SMILES), subestruturas (SMARTS) e reações (SMIRKS). Ele recebeu seu doutorado em 1978 em um estudo de Bifenil policlorado em Lago Michigan na University of Wisconsin–Madison. Ele também fundou a Daylight Chemical Information Systems, Inc.
O livro Info Mesa: Science, Business, and New Age Alchemy on the Santa Fe Plateau autorado por Ed Regis foi publicado em 2003, apresentando Weininger e outros líderes de informática na área de Santa Fe.